# Niels Christian Fausing
Niels Christian Fausing (født 30. november 1806 i Nørre Gørding, død 15. april 1857) var en dansk sognepræst og silhouetkunstner.
Om Fausing vides ikke meget. Han var gårdejersøn, blev seminarist 1826 fra Borris Seminarium, blev student som privatist 1838 og cand. theol. 1844. I 1836 ægtede han i Gørding Marie Voetmann (7. juli 1817 i Skive – 1906 på Viborg Sindssygehospital), datter af Peter Marcus Voetmann og Christine Elisabeth Blegvad. Han blev kapellan 1847 hos sognepræsten for Gellerup og Sunds, 1848 hos sognepræsten for Jerne og Skads. Han var svag af helbred og efter flere års "brystbetændelse" døde han 15. april 1857, fire uger efter at være blevet udnævnt til sognepræst for Torsted og Hover Sogne i Ribe Stift, men uden at have tiltrådt sit embede.
Ifølge S.V. Wibergs præstehistorier ernærede Fausing som fattig student i København ved sin færdighed i at klippe silhouetter, og han har gengivet ca. 150 af samtidens kendte personer ("... ernærede, medens han laa i Kjøbenhavn, sig og sin Hustru ved sin Færdighed i, at klippe Silhouetter, som lignede meget godt; var i det Hele meget kunstfærdig; derhos retskaffen og elskelig."). Manden bag de vellignende silhouetter af guldalderens personer var længe ukendt, men Fausing blev identificeret af Bjørn Ochsner efter grundige arkivstudier. De fleste af hans værker findes nu på Det Kongelige Bibliotek.
Fausing og hans kone optræder i folketællingen 1. februar 1840 og viser sig da at bo i "St. Pederstræde 123, Baggaarden 2den Sal" (senere gadenr. 43). Han opgiver sig som "Studiosus Theologiæ lever tildels af Informationer". Fredag den 4. september samme år har Aarhuus Stifts-Tidende følgende annonce: "Stud. theol. Fausing, bekjendt fra Kjøbenhavn som heldig Silhouetteur, agter at forblive her i Byen til Mandag Aften og træffes hos Farver Woetmann paa det store Torv. Dersom Nogen skulde ønske at silhouetteres, vil Prisen være 1 Mk. 8 B Stykket." Fausing kom af sted som planlagt, den 7. september, og opføres to dage efter i avisen under rejsende med "Jahnsens Paquet til Kjøbenhavn": "Student Fausing. Mad. Fausing."

## Silhouetterede personer

### Fyrstelige personer
- Christian VIII (to udgaver)
- Dronning Caroline Amalie (to udgaver)
- Frederik VI
- Frederik VII

### Borgerlige personer

#### A
- H.C. Andersen (leveret 11. juli 1838)

#### B
- Julius Balslev (1817-1899, præst)
- Ole Bang (1788-1877, læge)
- Immanuel Barfod (medlem af Vagabond-Selskabet)
- Lovise Sophie Bergsøe, f. Bech (1810-1845, Vilhelm B.s moder, g. m. administrator, kammerråd Carl Wilhelm B.)
- Edvard Biering (1816-1897, læge, to udgaver, den ene i: "Vagabond-Selskabets Medlemmer den 11te November 1837")
- Ferdinand Biering (1813-1879, præst)
- Hansine Biering, f. Petersen (1826-1892,g.m. Edvard Biering)
- Hansen Bjerre (1798-1864, kaptajn i Studenterkorpset, cand. theol., brygger, stænderdeputeret, borgerrepræsentant)
- Johanne Susanne Bjerre, f. Jørgensen (1807-1852, g. m. A. H. B.)
- Axel Bjerregaard (1821-1888, officer)
- Otto Bloch (1810-1892, præst)
- Wilhelm Bloch (1812-1887, læge, bror til foregående)
- N.G. Blædel (1816-1879, præst, to udgaver, den ene i: "Vagabond-Selskabets Medlemmer den 11te November 1837")
- Bodinus ("Oberlehrer")
- Marie Boesen, f. Boesen (1816-1858, g.m. provst Peter Joachim Boesen)
- Brandt ("cand. theol.", antagelig August Frederik Brandt, 1815-1893, præst)
- Dorthea Brandt, f. Henningsen (1823-1881, g.m. pastor C.J. Brandt)
- Carl Bregendahl (1819-1897, kontorchef, kammerassessor, to udgaver, den ene i: "Vagabond-Selskabets Medlemmer den 11te November 1837")
- Christian Bruun
- P.O. Brøndsted (leveret 11. juni 1838)
- Magdalene Bøving

#### C
- H.G. Clausen (leveret 1. maj 1838)
- H.N. Clausen (leveret 11. juni 1838)

#### D
- C.N. David (leveret 4. august 1838)
- Maria Djurhuus, f. Hagen (1814-1891, g.m. provst, lagtingsmand Andreas Djurhuus)
- J.L. Drejer (1792-1853, læge)

#### E
- C.T. Engelstoft
- Laurids Engelstoft

#### F
- Holger Fangel (1794-1843,læge)
- Niels Christian Fausing (selvportræt)
- David Fog (1812-1878, præst)
- Christine Frellsen (død inden 1851)

#### G
- P.C. Stenersen Gad
- A.W. Glahn (1775-1863, præst, flere udgaver)
- Adelheid Glahn, f. Radecke (1817-1903)
- Augusta Glahn,f. Kierboe (1818-1866)
- Birgitte Glahn, f. Glahn (1823-1908)
- Egede Glahn (ingen sikker identifikation, flere mulige personer)
- Erasmine Glahn, f. Myhre (1820-1892)
- Heinrich Glahn (1820-1899, apoteker)
- Johan Glahn (1813-1878, apoteker og fabrikant)
- Marie Glahn, f. Blicher (1783-1862)
- Otto Glahn (1817-1914, officer)
- Otto Glahn
- Poul Egede Glahn (1778-1846, præst)
- Ulrik Gram (1810-1892, lærer ved Det kgl. Døvstummeinstitut)
- N.F.S. Grundtvig (leveret 11. juni 1838)

#### H
- v. Haffner (måske Waldemar Haffner, 1816-1894, oberst, forpagter af Faurskov)
- Elisa Hagen, f. Hall (1787-1869, g.m. skibsfører Jens Børresen Hagen)
- Emilie Hagen (ca. 1820-1909, datter af foregående)
- J.F. Hagen (1817-1859, teolog, søn af Elisa Hagen)
- Erhard Hald (1814-1861, købmand)
- Niels Hansen (1813-1872, præst, to udgaver, den ene i: "Vagabond-Selskabets Medlemmer den 11te November 1837")
- Johan Ludvig Heiberg (leveret 11. juli 1838)
- Johanne Luise Heiberg (leveret 11. juli 1838)
- Julius Henningsen (landmand, bror til Dorthea Brandt, f. Henningsen)
- Marie Henningsen, f. Olding (1801-1872, g.m. urtekræmmer Frantz Peter Henningsen)
- Henrik Hertz (leveret 11. juli 1838)
- F.C. Hillerup
- Vilhelm Hjort
- Hagen Hohlenberg
- Wilhelm Holst (leveret 5. september 1838)
- Madam Holst (leveret 5. september 1838)
- J.W. Hornemann (1838, initialer fejlagtigt angivet som "A.W.")

#### K
- Christian Kampmann (1816-1897, præst, to udgaver, den ene i: "Vagabond-Selskabets Medlemmer den 11te November 1837")
- Hack Kampmann (bror til foregående)
- Caroline Kellermann
- P.C. Kierkegaard
- Klatte (ubekendt, drengekælenavn?)
- Abigael Kolderup-Rosenvinge, f. Lange (1791-1846)
- Janus Lauritz Andreas Kolderup-Rosenvinge (to udgaver)
- Sophie Kolderup-Rosenvinge (1817-1888)
- Valdemar Kolderup-Rosenvinge
- Ernst Kolthoff

#### L
- Michael Lange
- L.C. Larsen
- Luise Larsen, f. Helweg (1822-1878, g.m. L.C. Larsen)
- S.E. Larsen
- Hans Christian Lassen (1808-1872, præst)
- Orla Lehmann (to udgaver, den ene fra 1838)
- J.C. Lindberg
- Lund ("Forvalter")

#### M
- J.N. Madvig
- Kristian Mantzius
- H.L. Martensen (to udgaver, den ene 1838)
- Peter Joseph Mazanti (1818-1899, præst)
- Christian Molbech
- Augusta Müller, f. Gad (1815-1904)
- Lyder Müller (ca. 1840)
- Waldemar Müller (antagelig Waldemar Møller, 1810-1887, distriktslæge, justitsråd, to udgaver)
- J.P. Mynster (leveret 11. juni 1838)
- Balthasar Münter (1838)
- Mouritz Mørch (1816-1890, provst, to udgaver, den ene i: "Vagabond-Selskabets Medlemmer den 11te November 1837")
- Mouritz Mørk Hansen (to udgaver, den ene i: "Vagabond-Selskabets Medlemmer den 11te November 1837")

#### N
- J.V. Neergaard
- N.P. Nielsen (leveret 5. september 1838)
- Rasmus Nielsen (filosoffen, to udgaver, den ældste fra 1838)
- Madam Nielsen (leveret 5. september 1838)
- Rasmus Nielsen (1816-1881, præst, to udgaver, den ene i: "Vagabond-Selskabets Medlemmer den 11te November 1837")
- Neumann
- Nyholm ("Student", antagelig L.C.C. Nyholm, 1821-1901, præst)

#### P
- Betty Petersen
- Christine Petersen, f. Bjerregaard (g. m. købmand Jens Fangel Petersen)
- F.C. Petersen
- Holger Petersen (antagelig søn af Christine Petersen)
- Jens Fangel Petersen (købmand i Odense)
- Julius Tingberg Petersen (1818-1839, stud.theol., to udgaver, den ene i: "Vagabond-Selskabets Medlemmer den 11te November 1837")
- v. Preetzmann

#### R
- Margrethe Ramus, f. Hincheldey (1777-1861, g.m. kammerråd, amtsforvalter Frans Ramus)
- Rasmussen ("Forvalter", måske Carl Magnus Rasmussen, 1818-1860, senere forpagter)
- Henrik Roth (1812-1886, præst)
- Vilhelmine Rothe, f. Kolderup-Rosenvinge (1823-1888, g.m. stiftsprovst Conrad Rothe)
- A.G. Rudelbach (to udgaver)

#### S
- C.E. Scharling
- Karen Scharling, f. Ørsted (1815-1892)
- Schiern ("Frøken")
- Niels Frederik Bernhard Schiern (1789-1853, overfinansbogholder)
- P.A. Schleisner
- J.F. Schouw (leveret 4. august 1838)
- F.C. Sibbern (leveret 1. maj 1838)
- Benjamin Sidenius (1774-1854, præst)
- Emma Adelaide Sidenius, f. Sidenius (1837-1912, g.m. prokurator L.N.B. Sidenius)
- K.B. Sidenius
- Thrine Sidenius, f. Skouboe (1818-1880, g.m. pastor Jacob Sidenius)
- Edvard Skouboe (1813-1860, boghandler, cand.phil., to udgaver, den ene i: "Vagabond-Selskabets Medlemmer den 11te November 1837")
- Jens Skouboe (1815-1870, læge, bror til foregående, to udgaver, den ene i: "Vagabond-Selskabets Medlemmer den 11te November 1837")
- Sophie Skouboe, f. Petersen (1816-1848, g.m. Edvard Skouboe)
- Edward Frederik Smidt (1809-1863, kancellist, kaptajn i Studenterkorpset, medlem af Musikforeningen)
- Louise Smidt, f. Winge (1812-1901, g.m. Edward Frederik Smidt)
- Rikke Smidt
- Frederik Sommerfeldt (1792-1873, reserveløjtnant i marinen, kontrollør, krigsråd)
- Ottilia Sommerfeldt (1820-1896, datter af Frederik Sommerfeldt)
- P. Spang (i796-1846, præst)
- Simon Stallknecht (1816-1844, stud.med.)

#### T
- Bertel Thorvaldsen (leveret 4. august 1838)
- Carl Trap (1813-1897, godsforvalter, to udgaver, den ene i: "Vagabond-Selskabets Medlemmer den 11te November 1837")
- Christian Trojel (1815-1867, overlærer, medlem af Vagabond-Selskabet)
- Leonhard Trojel (1819-1914, præst, bror til foregående, medlem af Vagabond-Selskabet)
- Lorents Trojel (f. 1816, landsover- samt hof- og statsretsprokurator, senere sagfører i Wisconsin under navnet L.T. Fribert)
- E.C. Tryde (1781-1860, to udgaver)

#### V
- Karsten Friis Viborg (Wiborg)

#### W
- E.C. Werlauff (1838)
- C.E.F. Weyse (leveret 4. august 1838)
- Rudolph Willmers
- Niels Winge

#### Ø
- Adam Oehlenschläger (leveret 1. maj 1838)
- N.E. Øllgaard
- A.S. Ørsted (1838)
- H.C. Ørsted (leveret 1. maj 1838)
- En ukendt ung dame

### Helfigurssilhouetter
- Frederik VI (Frederiksborgmuseet)
- Christian VIII (Frederiksborgmuseet)
- Oluf Lundt Bang (Frederiksborgmuseet)
- H.N. Clausen (flere udgaver, Frederiksborgmuseet)
- N.F.S. Grundtvig (flere udgaver, Frederiksborgmuseet)
- Bille Hansen (1833-1926, forpagter, proprietær)
- Frederik Hansen (1828-1886, justitsråd, ekspeditionssekretær i staldskriverkontoret)
- Hans Hansen (1802-1871, sidst forpagter af Ottestrup understamhuset Giesegaard)
- Ludvig Hansen (1833-1851)
- Marie Hansen, f. Dyrlund (1805-1896, g.m. Hans Hansen)
- Larde Hellmers, f. Hansen (f. 1831, g.m. godsejer Poul Hugo Hansen, de to ældste forældre til de fire yngste)
- Johan Ludvig Heiberg (Frederiksborgmuseet)
- Johanne Luise Heiberg (Frederiksborgmuseet)
- J.P. Mynster
- J.N. Madvig
- H.L. Martensen
- F.C. Sibbern (flere udgaver, Frederiksborgmuseet)
- Bertel Thorvaldsen (flere udgaver, Frederiksborgmuseet og Det Kongelige Bibliotek)
- Adam Oehlenschläger (flere udgaver, Frederiksborgmuseet)
- A.S. Ørsted (Frederiksborgmuseet)
- H.C. Ørsted (flere udgaver, Frederiksborgmuseet)